# Gabriella Pession
Gabriella Pession (Daytona Beach, 2 novembre 1977) è un'attrice italiana con cittadinanza statunitense.

## Biografia
È figlia di genitori originari della Valle d'Aosta. Dopo essere nata e aver vissuto fino all'età di 7 anni negli Stati Uniti, si trasferisce con la famiglia a Milano. Oltre a frequentare la scuola, in Italia pratica per molti anni a livello agonistico il pattinaggio di figura, che le dà l'opportunità di viaggiare in tutto il mondo. All'età di 14 anni approda a San Pietroburgo, dove si allena con l'allenatore olimpico Aleksej Mišin. Durante una gara, Gabriella ha un infortunio, con frattura del piede sinistro: questo evento segna la fine della sua carriera agonistica. Come dichiarerà anni dopo in un'intervista, l'esperienza sportiva le ha insegnato «l'impegno e la disciplina. Sono molto severa con me stessa. Esigente. Ho imparato il rigore grazie allo sport».

### Carriera

#### Gli esordi cinematografici (1997-2000)
Dopo la maturità scientifica s'iscrive alla facoltà di filosofia. Nel frattempo inizia a posare come modella per alcune campagne pubblicitarie e set fotografici per riviste di settore. Nel 1997 debutta nel cinema con il film Fuochi d'artificio di Leonardo Pieraccioni, che la dirige anche ne Il pesce innamorato del 1999.
La Pession decide di intraprendere la carriera di attrice quando viene selezionata dal regista Marcello Cesena per il film TV Amiche Davvero! (1998). Trasferitasi a Roma, trova subito un agente che le procura un appuntamento con Lina Wertmüller, che da oltre un anno sta cercando la protagonista per il film Ferdinando e Carolina (1999): la regista sceglie Gabriella per il ruolo di Carolina D’Asburgo. Al suo fianco ha come coprotagonista l'attore Sergio Assisi.

#### I primi ruoli (2000-2004)
Comincia a dedicarsi al suo lavoro, passando dal cinema alla tv, fino al teatro con La verità vi prego sull'amore (1998) di Francesco Apolloni (che nel 2001 la rivede al fianco di Pierfrancesco Favino nel rifacimento cinematografico) e Storia d'amore e d'anarchia (2001) di Lina Wertmüller, in una tournée che per due intere stagioni la porta nei teatri italiani, recitando anche accanto a Giuliana De Sio ed Elio di Elio e le Storie Tese.
Per la televisione americana gira La Bibbia: Jesus (1999), diretta da Roger Young, dove interpreta il ruolo di Salomè, accanto all'attore inglese Gary Oldman. In Italia fa parte del cast della serie televisiva Giornalisti (2000) di Vincenzo Terracciano e Giulio Manfredonia, e Ferrari (2003) di Carlo Carlei.
Per il cinema lavora con il regista Franco Giraldi e l'attrice Valeria Bruni Tedeschi nel film tratto dal romanzo di Dacia Maraini, Voci (2000). Nel 2001 partecipa al video musicale Il cammino dell'età di Gigi D'Alessio. Nel 2004 un altro incontro importante per la sua carriera, quello con Carlo Verdone, che riconosce in lei «una personalità forte sul lavoro e perfetta nei duetti. Comica nella vita quotidiana ma anche attratta da un leggero tormento nella vita privata». Con lui interpreta il ruolo di Stella in L'amore è eterno finché dura.

#### Il successo televisivo (2005-2010)
Al cinema, nel 2005, il regista Luca Lucini la vuole protagonista nella commedia romantica L'uomo perfetto, dove interpreta il ruolo di Maria accanto a Riccardo Scamarcio e Francesca Inaudi. Nel 2009 lo stesso regista gira il film Oggi sposi, presentato al Festival internazionale del film di Roma, dove Gabriella interpreta il ruolo di Sabrina Monti, una procace quanto inconsistente aspirante attrice, accanto al Libanese Francesco Montanari. Sempre per il cinema nel 2007 è accanto a Giancarlo Giannini e Raoul Bova nel sequel cinematografico Milano Palermo - Il ritorno, per la regia di Claudio Fragasso. Nello stesso anno è tra le interpreti principali de Le 13 rose, film spagnolo vincitore di quattro premi Goya ed entrato nella terzina spagnola dei film stranieri in corsa agli Oscar, e del film spagnolo Mejor que nunca, di Dolores Paya con Victoria Abril.
Impegnata nel cinema, è con la televisione che Gabriella raggiunge la sua popolarità. Tra il 2004 e il 2006 interpreta il ruolo della perfida Elisa Deodato nella serie TV di Rai Uno, Orgoglio. Negli stessi anni prende parte alla miniserie Rai Il Grande Torino (2005) di Claudio Bonivento, e alla serie Il capitano (2005-2007) nel ruolo del Tenente Passanti, accanto ad Alessandro Preziosi. Ma il picco di popolarità e successo arriva con la serie TV Capri (2005-2007), in cui Gabriella veste i panni della protagonista Vittoria Mari, una psicologa milanese che, dopo essere stata nominata erede da una sconosciuta signora caprese, decide di trasferirsi sull'isola per scoprire il mistero. A coronare il successo personale e della serie, nel 2008 Gabriella vince il premio Roma Fiction Fest come Miglior Attrice di Fiction. Assieme a lei in Capri, in un articolato intreccio sentimentale, gli attori Kaspar Capparoni, Bianca Guaccero e Sergio Assisi, con il quale successivamente è ancora protagonista della miniserie TV Graffio di tigre (2007), regia di Alfredo Peyretti e del film TV Mannaggia alla miseria (2009), regia di Lina Wertmüller, presentato al Festival del cinema di Salerno.
Nel 2009 affianca Paolo Bonolis nella conduzione della terza serata del Festival di Sanremo, e appare su Rai Uno ne Lo smemorato di Collegno, insieme a Johannes Brandrup, per la regia di Maurizio Zaccaro. Nel 2010 appare nel documentario L'ultimo gattopardo: Ritratto di Goffredo Lombardo.

#### Carriera internazionale (2011-in corso)

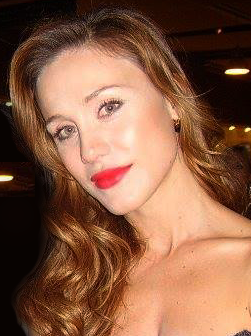
Gabriella Pession nel 2011 al Roma Fiction Fest

Nel 2011 Gabriella indossa i panni da protagonista nella serie TV Rossella, ideata da Sergio Silva (padre della La Piovra), con la regia di Gianni Lepre, dove veste i panni di Rossella Andrei, una ragazza che diventa donna cercando di emanciparsi dalle imposizioni e la mentalità familiare, nonché dall'ipocrisia e dalle regole della società italiana di fine Ottocento.
Sempre per la televisione, Gabriella è protagonista delle miniserie Dove la trovi una come me? (2011) di Claudio Capitani, e Cesare Mori - Il prefetto di ferro (2012) di Gianni Lepre, entrambe andate in onda su Rai Uno. Per il cinema invece partecipa al film corale Ex - Amici come prima! (2011), regia di Carlo Vanzina, dove interpreta il ruolo di Valentina, un'ignara paziente presa in cura da un uomo (Ricky Memphis) che, per amore della ragazza, si finge psichiatra. Il film ha incassato oltre 5.000.000 euro.
Nello stesso periodo Gabriella è spesso in viaggio verso gli Stati Uniti. A Los Angeles ottiene la parte di Cinzia come guest star nella sitcom americana Wilfred, a fianco di Elijah Wood. Nel 2012 arriva la vera opportunità sulla strada americana: lo show-runner Edward Allen Bernero, già autore della nota serie televisiva Criminal Minds, la sceglie nel ruolo di Eva Vittoria per la serie internazionale Crossing Lines, in un cast che vede la presenza di Donald Sutherland e William Fichtner. Girata tra Parigi, Nizza e Praga, la serie racconta le vicende di una unità speciale anticrimine che indaga sui crimini serializzati nel continente europeo. La serie viene trasmessa in oltre 80 paesi nel mondo: l'Italia è il primo paese a metterla in onda su Rai Due nel giugno del 2013, seguita dagli Stati Uniti nell'emittente televisiva NBC. A settembre dello stesso anno iniziano a Praga le riprese della seconda stagione della serie.
Nell'ottobre 2013 inoltre Gabriella è protagonista della seconda serie di Rossella - Il coraggio di una donna, con la regia di Carmine Elia e in onda su Rai Uno. Da febbraio 2015, dopo molti mesi di assenza totale dai teleschermi, torna su Rai Uno partecipando nelle vesti di giurata alla terza edizione del talent show Notti sul ghiaccio.

## Vita privata
È nota per difendere i diritti degli animali, collaborando con diverse ONLUS animaliste; tra le altre iniziative, nel maggio 2012 ha preso parte, assieme a varie personalità dello spettacolo italiano, alla mobilitazione di denuncia contro lo sterminio dei cani in Ucraina in vista del campionato d'Europa 2012.
Nel 2014 ha avuto un figlio con il collega irlandese Richard Flood, conosciuto sul set della serie Crossing Lines. La coppia si è sposata nel 2016 e ha vissuto poi tra il 2018 e il 2021 a Los Angeles, prima di spostarsi nuovamente in Europa, a Roma.
Nel 2015 le è stato conferito presso la Camera dei deputati il Premio America della Fondazione Italia USA.

## Filmografia

### Cinema
- Fuochi d'artificio, regia di Leonardo Pieraccioni (1997)
- Ferdinando e Carolina, regia di Lina Wertmüller (1999)
- Il pesce innamorato, regia di Leonardo Pieraccioni (1999)
- Voci, regia di Franco Giraldi (2001)
- La verità vi prego sull'amore, regia di Francesco Apolloni (2001)
- Operazione Rosmarino, regia di Alessandra Populin (2002)
- L'amore è eterno finché dura, regia di Carlo Verdone (2004)
- L'uomo perfetto, regia di Luca Lucini (2005)
- Le 13 rose (Las 13 rosas), regia di Emiliano Martinez Lázaro (2007)
- Milano Palermo - Il ritorno, regia di Claudio Fragasso (2007)
- Mai stata meglio (Mejor que nunca), regia di Dolores Payás (2008)
- Oggi sposi, regia di Luca Lucini (2009)
- Ex - Amici come prima!, regia di Carlo Vanzina (2011)
- Leonardo Da Vinci - Il genio a Milano, regia di Luca Lucini – documentario (2015)
- L'amore rubato, regia di Irish Braschi – mediometraggio (2016)
- Se son rose, regia di Leonardo Pieraccioni (2018)
- Una commedia pericolosa, regia di Alessandro Pondi (2023)
- La seconda chance, regia di Umberto Carteni (2023)

### Televisione
- Amiche davvero!!, regia di Marcello Cesena – film TV (1998)
- Cronaca nera – serie TV, episodio 1x03 (1998)
- Fine secolo, regia di Gianni Lepre – miniserie TV (1999)
- Jesus, regia di Roger Young – miniserie TV (1999)
- Giornalisti – serie TV (2000)
- Don Matteo – serie TV, episodio 3x07 (2002)
- Ferrari, regia di Carlo Carlei – miniserie TV (2003)
- Orgoglio – serie TV, 39 episodi (2004-2006)
- Il capitano – serie TV (2005-2007)
- Il Grande Torino, regia di Claudio Bonivento – miniserie TV (2005)
- Capri – serie TV, 25 episodi (2005-2008)
- Crimini – serie TV, episodio 1x03 (2006)
- Graffio di tigre, regia di Alfredo Peyretti – miniserie TV (2006)
- Lo smemorato di Collegno, regia di Maurizio Zaccaro – miniserie TV (2009)
- Mannaggia alla miseria, regia di Lina Wertmüller – film TV (2010)
- Rossella – serie TV, 12 episodi (2011-2013)
- Wilfred – serie TV, episodio 1x12 (2011)
- Dove la trovi una come me?, regia di Giorgio Capitani – miniserie TV (2011)
- Cesare Mori - Il prefetto di ferro, regia di Gianni Lepre – miniserie TV (2012)
- Crossing Lines – serie TV, 22 episodi (2013-2015)
- Il sistema, regia di Carmine Elia – miniserie TV, 6 puntate (2016)
- La porta rossa – serie TV, 32 episodi (2017-2023)
- Oltre la soglia – serie TV, 12 episodi (2019)
- Io&Lei - Tamara De Lempicka – docufilm (2019)
- Station 19 – serie TV, episodi 4x08-4x14 (2021)
- Tell Me Lies – serie TV (2022-in corso)
- Those About to Die, regia di Roland Emmerich e Marco Kreuzpaintner – miniserie TV (2024)
- Il conte di Montecristo (The Count of Monte Cristo), regia di Bille August – miniserie TV, 5 puntate (2025)

## Teatro
- La verità vi prego sull'amore, regia di Francesco Apolloni (1998)
- Storia d'amore e d'anarchia, regia di Lina Wertmüller (2002-2003)
- After Miss Julie, regia di Giampiero Solari (2018)[11]

## Programmi TV
- Buona Domenica in Miss Buona Domenica (1994)
- Notti sul ghiaccio (2015)

## Riconoscimenti
- Roma Fiction Fest 2008 – Premio come migliore attrice per Capri
- Premio Sirmione Catullo 2009 – Premio per la fiction TV
- Premio Alberto Sordi 2015 – Premio per l'impegno nel sociale
- Premio Kineo – Diamanti al cinema 2015
- Premio America – Fondazione Italia Usa 2015
- Premio Amici della radio – App FSNews Radio 2016
- Giffoni Award – Festival Giffoni 2016
- Premio Internazionale Maison Des Artistes 2017 – La Sapienza
- Premio Talìa – Magna Grecia Awards 2017